# جورج لازار
جورج لازار (مجاری: Lázár György؛ زادهٔ ۱۵ سپتامبر ۱۹۲۴ – درگذشتهٔ ۲ اکتبر ۲۰۱۴) سیاستمدار کمونیست اهل مجارستان بود و از مه ۱۹۷۵ تا ژوئن ۱۹۸۷ سمت نخست‌وزیری داشت.